# Großseggenried

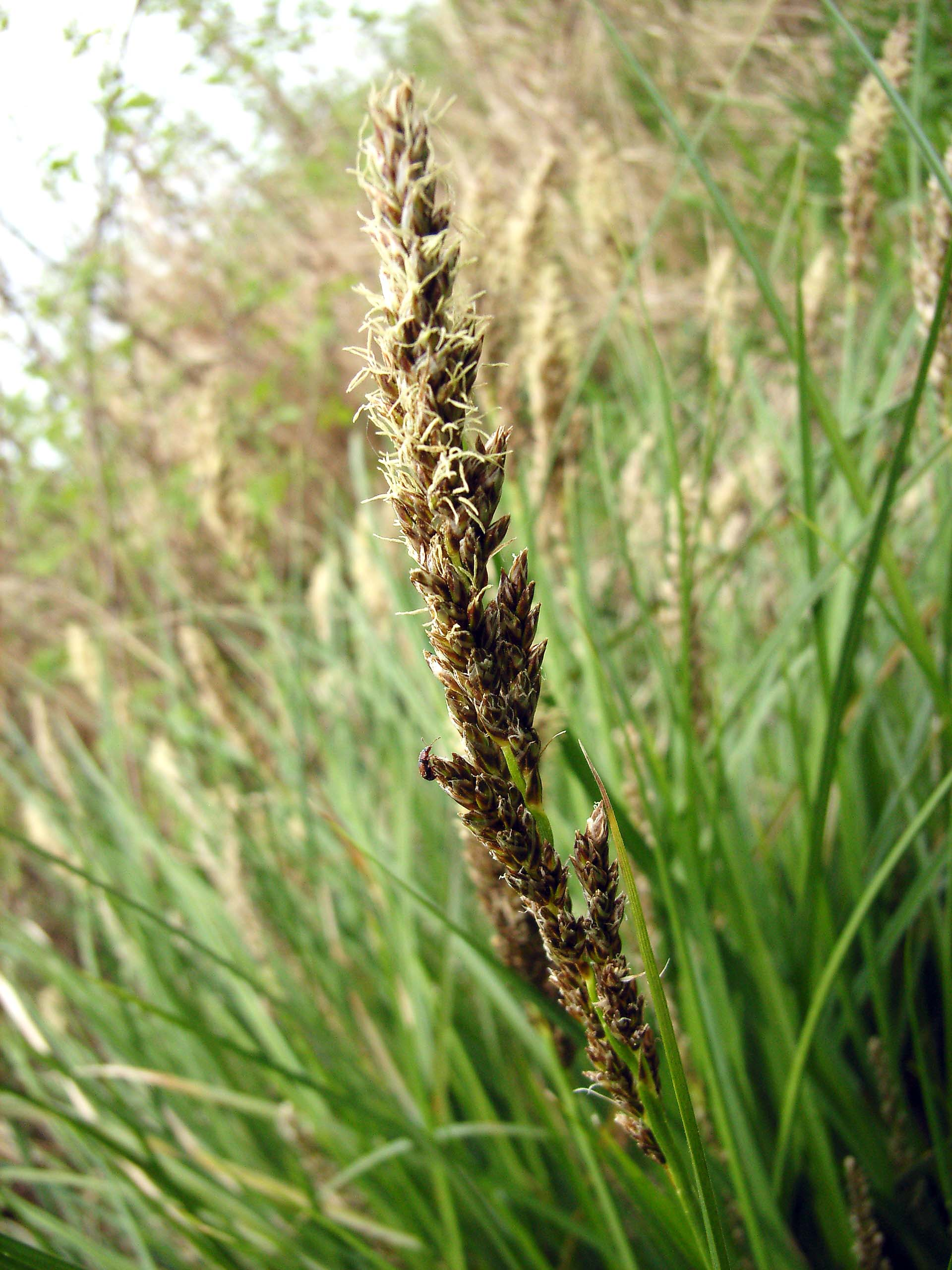
Großseggenriede werden hauptsächlich aus großen Seggen, wie der Rispen-Segge (Carex paniculata) gebildet

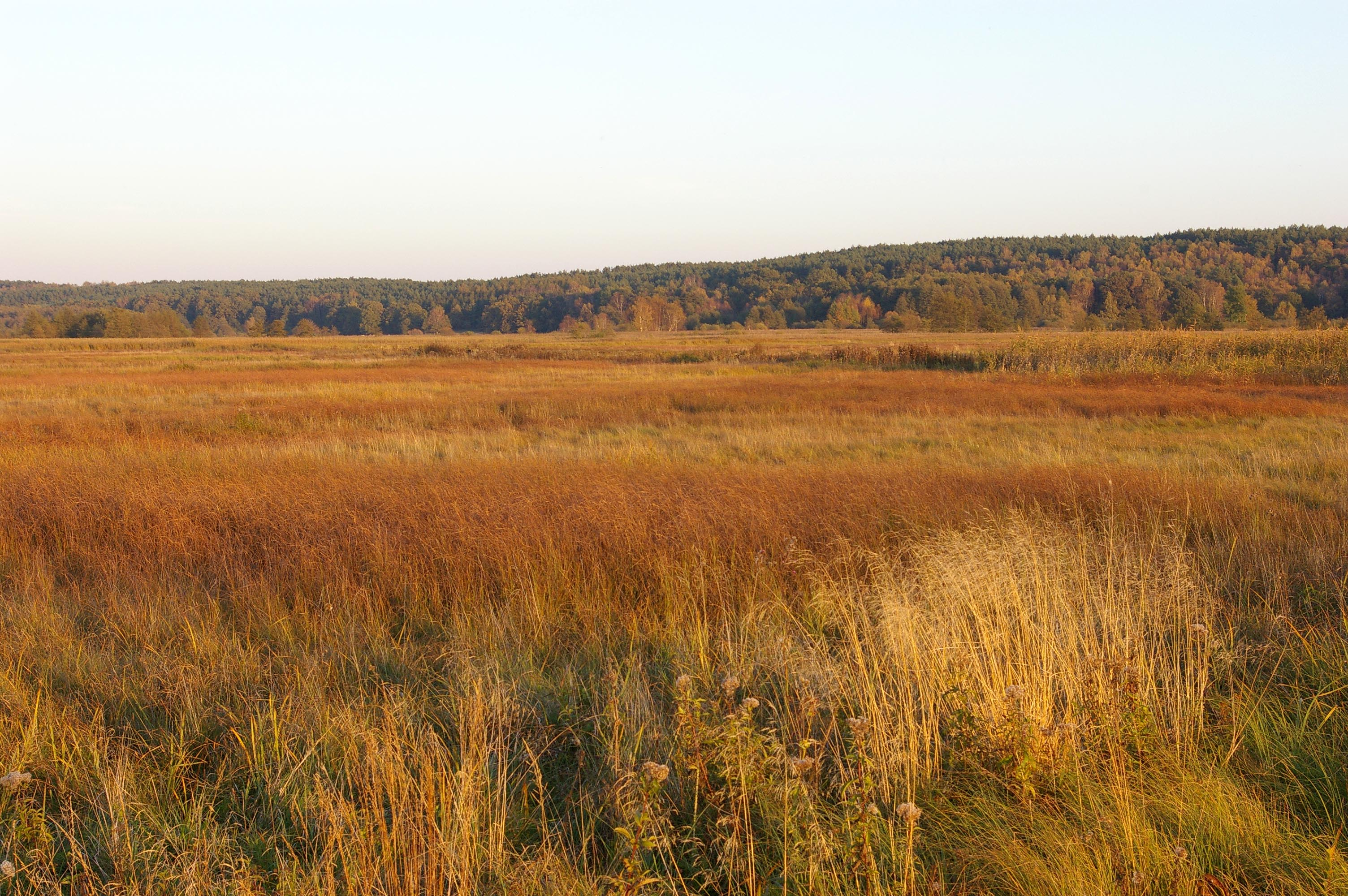
Innerhalb von großen Schilfbeständen fallen Großseggenriede oft als Flächen niedrigerer Wuchshöhe auf

Großseggenriede, auch Großseggensümpfe oder Großseggengesellschaften sind ein Biotoptyp und ein Verband in der Pflanzensoziologie (Niedermoor-Großseggenrieder, Magnocaricion) und bestehen vorwiegend aus größeren Seggen sowie daneben aus wenigen blühenden Niedermoorpflanzen. Sie kommen nur auf sehr feuchten Standorten vor. Dies können sehr extensiv genutzte Wiesen oder ungenutzte, naturnahe Sümpfe sein. Typisch ist eine relative Arten- und Strukturarmut und eine meist recht einheitliche Wuchshöhe zwischen 50 und 100 cm. Bestände der Steif-Segge werden auch bis zu mannshoch. Großseggenriede können Komplexe innerhalb von größeren Röhrichtflächen bilden oder selbst kleine Schilfbestände und Weidengebüsche enthalten.
Die bestandsbildenden Seggen können rasige oder eher bultige Wuchsformen zeigen. Rasige Bestände bilden beispielsweise Sumpf-Segge (Carex acutiformis), Schlank-Segge (Carex acuta) und Ufer-Segge (Carex riparia), bultig wachsen hingegen Schwarzschopf-Segge (Carex appropinquata), Steif-Segge (Carex elata) oder Rispen-Segge (Carex paniculata).

## Verbreitung und Gefährdung
Bis ins 20. Jahrhundert hinein waren großflächige Großseggenriede in den Flussniederungen und Luchlandschaften Mitteleuropas weit verbreitet, was unter anderem an der historischen Verbreitung von Vogelarten wie Seggenrohrsänger oder Doppelschnepfe abzulesen ist. Durch Entwässerungs- und Meliorationsmaßnahmen ist diese seinerzeit verbreitete und örtlich typische Landschaftsform auf kleine Restbestände zusammengeschrumpft. Größere, zusammenhängende Seggenriede finden sich in Deutschland heute meist nur noch in Natur- und Landschaftsschutzgebieten, wie beispielsweise dem Dümmer, dem Drömling, dem Naturpark Wendland.Elbe oder den Mooren im Peenetal. Größere Vorkommen dieses Landschaftstyps, die einen Eindruck der früheren Ausdehnung vermitteln, gibt es heute nur in den noch weitgehend naturbelassenen Flusssystemen Osteuropas, so an Biebrza und Pripjet.

## Pflanzensoziologie
Der Verband der Großseggengesellschaften Magnocaricion ist der Klasse der „Süßwasserröhrichte und Großseggenrieder“ Phragmitetea (nach Oberdorfer Phragmitetalia) zuzuordnen. Zu den Charakterarten gehören neben der Sumpf-Segge und der Rispen-Segge das Sumpflabkraut, der Straußblütige Gilbweiderich und das Sumpf-Helmkraut. Einige Assoziationen sind:
- Steifseggenried (Caricetum elatae)
- Schlankseggenried (Caricetum gracilis)
- Schnabelseggenried (Caricetum rostratae)

## Brutvogelarten
Als eine Art, die auf diesen Lebensraum spezialisiert ist, ist der Seggenrohrsänger hervorzuheben, der aufgrund der Seltenheit dieses Lebensraums stark im Bestand gefährdet ist. Der nahe verwandte Schilfrohrsänger kommt vor allem dort vor, wo die monotonen Seggenbestände durch Weiden, lockeres Schilf oder Gräben durchbrochen werden oder an Röhrichte angrenzen. Weitere charakteristische Arten sind Bekassine, Doppel- und Zwergschnepfe, Uferschnepfe, Tüpfelsumpfhuhn und Wachtelkönig.
Großseggenriede bieten überdies sowohl röhrichtbewohnenden Arten als auch Wiesenvogelarten einen geeigneten Lebensraum. Erstere kommen jedoch teilweise in geringerer Siedlungsdichte als in Schilfröhrichten, letztere nur in bestimmten niedrigen, nicht zu dichtwüchsigen und nicht staunassen Bereichen vor. Zu den röhrichtbewohnenden Arten zählen Rohrammer, Teichrohrsänger und Wasserralle. Bei den Wiesenvögeln sind Kampfläufer, Kiebitz, Großer Brachvogel, Rotschenkel, Wiesenpieper und Braunkehlchen zu nennen.
Auch Arten, die im Randbereich von stehenden Gewässern brüten, können auf Tümpeln und Schlenken im Großseggenried zu finden sein. Hierzu zählen Blässhuhn, Trauerseeschwalbe oder verschiedene Entenarten.